# Lista di asteroidi (608001-609000)
Di seguito una lista di asteroidi dal numero 608001  al 609000 con data di scoperta e scopritore.

## 608001–608100
| Nome   | Designazione provvisoria | Data di scoperta  | Scopritore                              |
| ------ | ------------------------ | ----------------- | --------------------------------------- |
| 608001 | 2002 TG380               | 12 agosto 2007    | SSS                                     |
| 608002 | 2002 TN380               | 8 marzo 2005      | Mount Lemmon Survey                     |
| 608003 | 2002 TT383               | 30 settembre 2006 | Mount Lemmon Survey                     |
| 608004 | 2002 TZ384               | 10 marzo 2005     | Mount Lemmon Survey                     |
| 608005 | 2002 TF386               | 3 novembre 2007   | Spacewatch                              |
| 608006 | 2002 TW386               | 17 dicembre 2003  | Spacewatch                              |
| 608007 | 2002 TM387               | 19 marzo 2009     | Mount Lemmon Survey                     |
| 608008 | 2002 TX388               | 4 settembre 2011  | Pan-STARRS                              |
| 608009 | 2002 TE389               | 6 ottobre 2002    | NEAT                                    |
| 608010 | 2002 TH389               | 19 novembre 2006  | Spacewatch                              |
| 608011 | 2002 TW389               | 17 novembre 2006  | Spacewatch                              |
| 608012 | 2002 TL390               | 13 febbraio 2011  | Mount Lemmon Survey                     |
| 608013 | 2002 TO390               | 9 aprile 2014     | Mount Lemmon Survey                     |
| 608014 | 2002 TL391               | 24 settembre 2011 | CSS                                     |
| 608015 | 2002 TM393               | 24 settembre 2011 | Pan-STARRS                              |
| 608016 | 2002 TN394               | 15 ottobre 2002   | NEAT                                    |
| 608017 | 2002 UZ30                | 29 ottobre 2002   | Spacewatch                              |
| 608018 | 2002 UN71                | 10 febbraio 2013  | Pan-STARRS                              |
| 608019 | 2002 UQ76                | 1 novembre 2002   | AMOS                                    |
| 608020 | 2002 UN77                | 29 settembre 2002 | AMOS                                    |
| 608021 | 2002 UK78                | 18 settembre 2007 | Mount Lemmon Survey                     |
| 608022 | 2002 UR78                | 16 ottobre 2002   | NEAT                                    |
| 608023 | 2002 VA2                 | 2 novembre 2002   | AMOS                                    |
| 608024 | 2002 VA15                | 6 novembre 2002   | George Observatory, Needville           |
| 608025 | 2002 VW98                | 1 novembre 2002   | Osservatorio del Roque de los Muchachos |
| 608026 | 2002 VN107               | 1 novembre 2002   | NEAT                                    |
| 608027 | 2002 VA124               | 5 novembre 2002   | LINEAR                                  |
| 608028 | 2002 VZ129               | 4 novembre 2002   | Spacewatch                              |
| 608029 | 2002 VA136               | 14 novembre 2002  | LINEAR                                  |
| 608030 | 2002 VH141               | 4 settembre 2011  | Pan-STARRS                              |
| 608031 | 2002 VT142               | 31 ottobre 2002   | NEAT                                    |
| 608032 | 2002 VE145               | 30 dicembre 2007  | Spacewatch                              |
| 608033 | 2002 VG145               | 31 ottobre 2002   | NEAT                                    |
| 608034 | 2002 VS148               | 18 giugno 2006    | SSS                                     |
| 608035 | 2002 VW149               | 6 novembre 2002   | LONEOS                                  |
| 608036 | 2002 VL150               | 2 ottobre 2013    | CSS                                     |
| 608037 | 2002 VZ150               | 23 marzo 2014     | Spacewatch                              |
| 608038 | 2002 VE151               | 3 novembre 2007   | Spacewatch                              |
| 608039 | 2002 VG151               | 23 gennaio 2011   | Mount Lemmon Survey                     |
| 608040 | 2002 VH151               | 25 ottobre 2016   | Pan-STARRS                              |
| 608041 | 2002 VP152               | 3 ottobre 2013    | Pan-STARRS                              |
| 608042 | 2002 VF153               | 29 aprile 2014    | Pan-STARRS                              |
| 608043 | 2002 VJ153               | 28 febbraio 2009  | Mount Lemmon Survey                     |
| 608044 | 2002 VL153               | 22 settembre 2009 | Spacewatch                              |
| 608045 | 2002 VF154               | 2 ottobre 2013    | Pan-STARRS                              |
| 608046 | 2002 WA7                 | 16 novembre 2002  | NEAT                                    |
| 608047 | 2002 WB21                | 27 novembre 2002  | AMOS                                    |
| 608048 | 2002 WW26                | 26 ottobre 2002   | AMOS                                    |
| 608049 | 2002 WF29                | 20 giugno 2004    | Spacewatch                              |
| 608050 | 2002 WP30                | 13 dicembre 2006  | Mount Lemmon Survey                     |
| 608051 | 2002 WT30                | 13 gennaio 2008   | Mount Lemmon Survey                     |
| 608052 | 2002 WW31                | 13 febbraio 2011  | Mount Lemmon Survey                     |
| 608053 | 2002 WW32                | 28 settembre 2009 | Mount Lemmon Survey                     |
| 608054 | 2002 XA99                | 12 novembre 2002  | LINEAR                                  |
| 608055 | 2002 XR108               | 6 dicembre 2002   | LINEAR                                  |
| 608056 | 2002 XB118               | 27 gennaio 2007   | Spacewatch                              |
| 608057 | 2002 XF120               | 23 novembre 2006  | Mount Lemmon Survey                     |
| 608058 | 2002 XU121               | 1 ottobre 2005    | Spacewatch                              |
| 608059 | 2002 XA122               | 4 aprile 2008     | Spacewatch                              |
| 608060 | 2002 XB124               | 7 aprile 2014     | Spacewatch                              |
| 608061 | 2002 YS13                | 31 dicembre 2002  | LINEAR                                  |
| 608062 | 2003 AB71                | 10 gennaio 2003   | Spacewatch                              |
| 608063 | 2003 AA95                | 19 novembre 2008  | Spacewatch                              |
| 608064 | 2003 AC95                | 6 febbraio 2007   | Spacewatch                              |
| 608065 | 2003 BM5                 | 24 gennaio 2003   | A. Boattini, O. R. Hainaut              |
| 608066 | 2003 BG45                | 27 gennaio 2003   | Spacewatch                              |
| 608067 | 2003 BC58                | 27 gennaio 2003   | LINEAR                                  |
| 608068 | 2003 BX74                | 24 gennaio 2003   | NEAT                                    |
| 608069 | 2003 BK76                | 29 gennaio 2003   | NEAT                                    |
| 608070 | 2003 BZ76                | 29 gennaio 2003   | NEAT                                    |
| 608071 | 2003 BK94                | 14 ottobre 2009   | Mount Lemmon Survey                     |
| 608072 | 2003 BG95                | 4 gennaio 2016    | Pan-STARRS                              |
| 608073 | 2003 BV95                | 19 settembre 2014 | Pan-STARRS                              |
| 608074 | 2003 BC96                | 4 settembre 2010  | Mount Lemmon Survey                     |
| 608075 | 2003 BF96                | 8 gennaio 2016    | Pan-STARRS                              |
| 608076 | 2003 BV102               | 17 novembre 2011  | Mount Lemmon Survey                     |
| 608077 | 2003 CQ27                | 15 aprile 2015    | B. C. Dawson                            |
| 608078 | 2003 DM25                | 23 febbraio 2003  | CINEOS                                  |
| 608079 | 2003 EG65                | 9 febbraio 2008   | Spacewatch                              |
| 608080 | 2003 EL65                | 20 marzo 2007     | Spacewatch                              |
| 608081 | 2003 EP65                | 11 marzo 2003     | Spacewatch                              |
| 608082 | 2003 FG127               | 4 settembre 2010  | Mount Lemmon Survey                     |
| 608083 | 2003 FG134               | 31 marzo 2003     | Spacewatch                              |
| 608084 | 2003 FO134               | 30 marzo 2003     | M. W. Buie, A. B. Jordan                |
| 608085 | 2003 FA135               | 23 settembre 2004 | Spacewatch                              |
| 608086 | 2003 FW136               | 5 giugno 2014     | Pan-STARRS                              |
| 608087 | 2003 FM137               | 31 marzo 2003     | Spacewatch                              |
| 608088 | 2003 FU137               | 21 maggio 2014    | Pan-STARRS                              |
| 608089 | 2003 FD138               | 24 marzo 2003     | Spacewatch                              |
| 608090 | 2003 FN138               | 2 marzo 2008      | Mount Lemmon Survey                     |
| 608091 | 2003 FN139               | 19 marzo 2013     | Pan-STARRS                              |
| 608092 | 2003 FP140               | 4 marzo 2008      | Spacewatch                              |
| 608093 | 2003 GG52                | 5 aprile 2003     | Spacewatch                              |
| 608094 | 2003 GQ57                | 16 febbraio 2015  | Pan-STARRS                              |
| 608095 | 2003 GA59                | 11 febbraio 2011  | Mount Lemmon Survey                     |
| 608096 | 2003 GR59                | 11 aprile 2003    | Spacewatch                              |
| 608097 | 2003 GE60                | 31 marzo 2008     | Mount Lemmon Survey                     |
| 608098 | 2003 GN60                | 20 giugno 2010    | Mount Lemmon Survey                     |
| 608099 | 2003 GX60                | 19 marzo 2013     | Pan-STARRS                              |
| 608100 | 2003 GY60                | 17 febbraio 2015  | Pan-STARRS                              |

## 608101–608200
| Nome   | Designazione provvisoria | Data di scoperta  | Scopritore                   |
| ------ | ------------------------ | ----------------- | ---------------------------- |
| 608101 | 2003 GU61                | 10 aprile 2003    | Spacewatch                   |
| 608102 | 2003 GA62                | 29 settembre 2010 | Mount Lemmon Survey          |
| 608103 | 2003 GB62                | 10 febbraio 2016  | Pan-STARRS                   |
| 608104 | 2003 GG62                | 26 gennaio 2012   | Pan-STARRS                   |
| 608105 | 2003 GA63                | 14 febbraio 2013  | Pan-STARRS                   |
| 608106 | 2003 GK64                | 3 marzo 2008      | Mount Lemmon Survey          |
| 608107 | 2003 GZ64                | 1 ottobre 2015    | Mount Lemmon Survey          |
| 608108 | 2003 GG65                | 9 ottobre 2008    | Mount Lemmon Survey          |
| 608109 | 2003 GK66                | 1 aprile 2003     | M. W. Buie, A. B. Jordan     |
| 608110 | 2003 HB25                | 25 aprile 2003    | Spacewatch                   |
| 608111 | 2003 HA26                | 25 aprile 2003    | Spacewatch                   |
| 608112 | 2003 HF59                | 29 gennaio 2012   | Mount Lemmon Survey          |
| 608113 | 2003 HV59                | 15 aprile 2013    | Pan-STARRS                   |
| 608114 | 2003 HF60                | 22 giugno 2004    | Spacewatch                   |
| 608115 | 2003 HT60                | 24 aprile 2003    | Spacewatch                   |
| 608116 | 2003 HX60                | 31 marzo 2008     | Spacewatch                   |
| 608117 | 2003 HC61                | 23 gennaio 2015   | Pan-STARRS                   |
| 608118 | 2003 HE61                | 11 aprile 2008    | Spacewatch                   |
| 608119 | 2003 HM61                | 30 aprile 2003    | Spacewatch                   |
| 608120 | 2003 HX61                | 13 ottobre 2015   | Pan-STARRS                   |
| 608121 | 2003 HV62                | 16 aprile 2007    | CSS                          |
| 608122 | 2003 HE63                | 30 aprile 2003    | Spacewatch                   |
| 608123 | 2003 HF63                | 8 ottobre 2004    | LONEOS                       |
| 608124 | 2003 HO63                | 28 febbraio 2008  | Spacewatch                   |
| 608125 | 2003 HQ63                | 11 febbraio 2016  | Pan-STARRS                   |
| 608126 | 2003 HT63                | 13 marzo 2008     | Spacewatch                   |
| 608127 | 2003 HR64                | 7 luglio 2016     | Pan-STARRS                   |
| 608128 | 2003 HQ65                | 29 aprile 2003    | Spacewatch                   |
| 608129 | 2003 HV65                | 25 aprile 2003    | Spacewatch                   |
| 608130 | 2003 JW                  | 1 maggio 2003     | Spacewatch                   |
| 608131 | 2003 JU18                | 1 novembre 2011   | Mount Lemmon Survey          |
| 608132 | 2003 JE19                | 1 maggio 2003     | Spacewatch                   |
| 608133 | 2003 JG19                | 30 novembre 2005  | Spacewatch                   |
| 608134 | 2003 KD8                 | 23 maggio 2003    | Spacewatch                   |
| 608135 | 2003 KD31                | 26 maggio 2003    | Spacewatch                   |
| 608136 | 2003 KW36                | 9 gennaio 2014    | Pan-STARRS                   |
| 608137 | 2003 KM38                | 26 maggio 2014    | Pan-STARRS                   |
| 608138 | 2003 KX38                | 16 febbraio 2015  | Pan-STARRS                   |
| 608139 | 2003 LO8                 | 2 giugno 2003     | M. W. Buie, K. J. Meech      |
| 608140 | 2003 LS9                 | 13 aprile 2008    | Mount Lemmon Survey          |
| 608141 | 2003 LU9                 | 29 novembre 2005  | Spacewatch                   |
| 608142 | 2003 LZ9                 | 14 ottobre 2009   | W. Bickel                    |
| 608143 | 2003 LO10                | 23 gennaio 2018   | Mount Lemmon Survey          |
| 608144 | 2003 LB11                | 15 aprile 2008    | Mount Lemmon Survey          |
| 608145 | 2003 LF11                | 8 ottobre 2015    | Mount Lemmon Survey          |
| 608146 | 2003 MZ6                 | 28 maggio 2003    | Spacewatch                   |
| 608147 | 2003 MT7                 | 27 giugno 2003    | P. R. Holvorcem, M. Schwartz |
| 608148 | 2003 ME13                | 22 giugno 2003    | T. Burdullis, P. Martin      |
| 608149 | 2003 ML13                | 13 agosto 2010    | Spacewatch                   |
| 608150 | 2003 ND13                | 9 luglio 2003     | W. H. Ryan, C. T. Martinez   |
| 608151 | 2003 NP13                | 8 luglio 2003     | NEAT                         |
| 608152 | 2003 NR13                | 20 novembre 2008  | Spacewatch                   |
| 608153 | 2003 NL14                | 8 luglio 2003     | NEAT                         |
| 608154 | 2003 NV14                | 5 marzo 2013      | Pan-STARRS                   |
| 608155 | 2003 OM3                 | 22 luglio 2003    | AMOS                         |
| 608156 | 2003 OZ7                 | 26 luglio 2003    | LINEAR                       |
| 608157 | 2003 OV15                | 23 luglio 2003    | NEAT                         |
| 608158 | 2003 OA18                | 28 luglio 2003    | I. P. Griffin, A. Miranda    |
| 608159 | 2003 OU21                | 8 luglio 2003     | NEAT                         |
| 608160 | 2003 OQ23                | 22 luglio 2003    | CINEOS                       |
| 608161 | 2003 OP30                | 25 luglio 2003    | NEAT                         |
| 608162 | 2003 OF33                | 22 luglio 2003    | AMOS                         |
| 608163 | 2003 OE35                | 11 novembre 2010  | Mount Lemmon Survey          |
| 608164 | 2003 OF35                | 23 luglio 2003    | NEAT                         |
| 608165 | 2003 OP35                | 1 novembre 2007   | Spacewatch                   |
| 608166 | 2003 PT10                | 5 agosto 2003     | Spacewatch                   |
| 608167 | 2003 PL13                | 4 agosto 2003     | Spacewatch                   |
| 608168 | 2003 PR13                | 4 agosto 2003     | Spacewatch                   |
| 608169 | 2003 QR10                | 25 luglio 2003    | NEAT                         |
| 608170 | 2003 QY13                | 19 agosto 2003    | CINEOS                       |
| 608171 | 2003 QB39                | 22 agosto 2003    | NEAT                         |
| 608172 | 2003 QD50                | 22 agosto 2003    | NEAT                         |
| 608173 | 2003 QN71                | 26 luglio 2003    | CINEOS                       |
| 608174 | 2003 QE74                | 23 luglio 2003    | NEAT                         |
| 608175 | 2003 QB84                | 24 agosto 2003    | Cerro Tololo Obs.            |
| 608176 | 2003 QD90                | 26 agosto 2003    | Cerro Tololo Obs.            |
| 608177 | 2003 QP105               | 31 agosto 2003    | H. Mikuž                     |
| 608178 | 2003 QO117               | 26 agosto 2003    | Cerro Tololo Obs.            |
| 608179 | 2003 QN120               | 23 agosto 2003    | NEAT                         |
| 608180 | 2003 QR120               | 28 agosto 2003    | NEAT                         |
| 608181 | 2003 QT120               | 28 agosto 2003    | NEAT                         |
| 608182 | 2003 QB121               | 4 ottobre 2016    | PMO NEO                      |
| 608183 | 2003 QM121               | 17 marzo 2005     | Mount Lemmon Survey          |
| 608184 | 2003 QS122               | 15 dicembre 2014  | Mount Lemmon Survey          |
| 608185 | 2003 QZ122               | 26 agosto 2003    | Cerro Tololo Obs.            |
| 608186 | 2003 QB123               | 18 ottobre 2012   | Pan-STARRS                   |
| 608187 | 2003 QC123               | 5 novembre 2007   | Mount Lemmon Survey          |
| 608188 | 2003 QN123               | 13 dicembre 2010  | Mount Lemmon Survey          |
| 608189 | 2003 QT123               | 16 marzo 2010     | Mount Lemmon Survey          |
| 608190 | 2003 QM124               | 26 agosto 2003    | Cerro Tololo Obs.            |
| 608191 | 2003 QZ124               | 22 agosto 2003    | NEAT                         |
| 608192 | 2003 RA17                | 15 settembre 2003 | NEAT                         |
| 608193 | 2003 RZ27                | 6 settembre 2003  | A. Boattini, A. Di Paola     |
| 608194 | 2003 RB28                | 16 settembre 2012 | Spacewatch                   |
| 608195 | 2003 SR                  | 16 settembre 2003 | Spacewatch                   |
| 608196 | 2003 SL2                 | 16 settembre 2003 | Spacewatch                   |
| 608197 | 2003 SE16                | 17 settembre 2003 | Spacewatch                   |
| 608198 | 2003 SP16                | 17 settembre 2003 | Spacewatch                   |
| 608199 | 2003 SV18                | 16 settembre 2003 | Spacewatch                   |
| 608200 | 2003 SN21                | 16 settembre 2003 | Spacewatch                   |

## 608201–608300
| Nome   | Designazione provvisoria | Data di scoperta  | Scopritore          |
| ------ | ------------------------ | ----------------- | ------------------- |
| 608201 | 2003 ST21                | 16 settembre 2003 | Spacewatch          |
| 608202 | 2003 SJ28                | 18 settembre 2003 | NEAT                |
| 608203 | 2003 ST37                | 16 settembre 2003 | NEAT                |
| 608204 | 2003 SK78                | 19 settembre 2003 | Spacewatch          |
| 608205 | 2003 SH92                | 18 settembre 2003 | Spacewatch          |
| 608206 | 2003 SN96                | 19 settembre 2003 | NEAT                |
| 608207 | 2003 ST96                | 19 settembre 2003 | Spacewatch          |
| 608208 | 2003 SU102               | 20 settembre 2003 | Spacewatch          |
| 608209 | 2003 SV102               | 20 settembre 2003 | Spacewatch          |
| 608210 | 2003 SJ109               | 20 settembre 2003 | Spacewatch          |
| 608211 | 2003 SH112               | 16 settembre 2003 | Spacewatch          |
| 608212 | 2003 SL118               | 16 settembre 2003 | Spacewatch          |
| 608213 | 2003 SP120               | 17 settembre 2003 | NEAT                |
| 608214 | 2003 SG121               | 17 settembre 2003 | Spacewatch          |
| 608215 | 2003 SQ149               | 17 settembre 2003 | NEAT                |
| 608216 | 2003 SX158               | 19 settembre 2003 | Spacewatch          |
| 608217 | 2003 SB178               | 19 settembre 2003 | NEAT                |
| 608218 | 2003 SW183               | 20 settembre 2003 | LINEAR              |
| 608219 | 2003 SH184               | 21 settembre 2003 | Spacewatch          |
| 608220 | 2003 SX194               | 20 settembre 2003 | NEAT                |
| 608221 | 2003 SE196               | 20 settembre 2003 | NEAT                |
| 608222 | 2003 SD207               | 26 settembre 2003 | LINEAR              |
| 608223 | 2003 SK211               | 28 agosto 2003    | NEAT                |
| 608224 | 2003 ST241               | 27 settembre 2003 | Spacewatch          |
| 608225 | 2003 SB242               | 18 settembre 2003 | Spacewatch          |
| 608226 | 2003 SY242               | 27 settembre 2003 | Spacewatch          |
| 608227 | 2003 SR256               | 4 settembre 2003  | Spacewatch          |
| 608228 | 2003 SB262               | 21 settembre 2003 | Spacewatch          |
| 608229 | 2003 SD267               | 29 settembre 2003 | Spacewatch          |
| 608230 | 2003 SV268               | 30 settembre 2003 | Spacewatch          |
| 608231 | 2003 SV271               | 16 dicembre 1999  | Spacewatch          |
| 608232 | 2003 SX271               | 26 settembre 2003 | R. A. Tucker        |
| 608233 | 2003 SL274               | 28 settembre 2003 | Spacewatch          |
| 608234 | 2003 SB278               | 20 settembre 2003 | NEAT                |
| 608235 | 2003 SK287               | 29 settembre 2003 | Spacewatch          |
| 608236 | 2003 SO302               | 19 settembre 2003 | Spacewatch          |
| 608237 | 2003 SP310               | 28 settembre 2003 | Spacewatch          |
| 608238 | 2003 SY311               | 17 settembre 2003 | Spacewatch          |
| 608239 | 2003 SP324               | 17 settembre 2003 | Spacewatch          |
| 608240 | 2003 SM326               | 18 settembre 2003 | Spacewatch          |
| 608241 | 2003 SN329               | 22 settembre 2003 | NEAT                |
| 608242 | 2003 SX333               | 18 settembre 2003 | Spacewatch          |
| 608243 | 2003 SJ334               | 29 settembre 2003 | Spacewatch          |
| 608244 | 2003 SD340               | 28 settembre 2003 | SDSS Collaboration  |
| 608245 | 2003 SD341               | 15 gennaio 2005   | Spacewatch          |
| 608246 | 2003 SX343               | 19 settembre 2003 | NEAT                |
| 608247 | 2003 SJ344               | 2 febbraio 2005   | Spacewatch          |
| 608248 | 2003 SB345               | 28 agosto 2003    | NEAT                |
| 608249 | 2003 SC347               | 9 aprile 2005     | Mount Lemmon Survey |
| 608250 | 2003 SE347               | 18 settembre 2003 | Spacewatch          |
| 608251 | 2003 SQ348               | 18 settembre 2003 | Spacewatch          |
| 608252 | 2003 SF349               | 18 settembre 2003 | Spacewatch          |
| 608253 | 2003 SJ349               | 18 settembre 2003 | Spacewatch          |
| 608254 | 2003 SV349               | 18 settembre 2003 | Spacewatch          |
| 608255 | 2003 SW354               | 23 settembre 2003 | NEAT                |
| 608256 | 2003 SL355               | 25 settembre 2003 | NEAT                |
| 608257 | 2003 SP355               | 26 settembre 2003 | LINEAR              |
| 608258 | 2003 SQ356               | 18 settembre 2003 | Spacewatch          |
| 608259 | 2003 SF359               | 21 settembre 2003 | Spacewatch          |
| 608260 | 2003 SE362               | 22 settembre 2003 | Spacewatch          |
| 608261 | 2003 SS362               | 22 settembre 2003 | Spacewatch          |
| 608262 | 2003 SX364               | 26 settembre 2003 | SDSS Collaboration  |
| 608263 | 2003 SZ364               | 26 settembre 2003 | SDSS Collaboration  |
| 608264 | 2003 SN367               | 11 marzo 2005     | Mount Lemmon Survey |
| 608265 | 2003 SS367               | 26 settembre 2003 | SDSS Collaboration  |
| 608266 | 2003 SB368               | 16 settembre 2003 | Spacewatch          |
| 608267 | 2003 SS368               | 26 settembre 2003 | SDSS Collaboration  |
| 608268 | 2003 SX368               | 27 settembre 2003 | Spacewatch          |
| 608269 | 2003 SB369               | 27 settembre 2003 | Spacewatch          |
| 608270 | 2003 SR369               | 17 settembre 2003 | Spacewatch          |
| 608271 | 2003 SS369               | 17 settembre 2003 | Spacewatch          |
| 608272 | 2003 SP371               | 26 settembre 2003 | SDSS Collaboration  |
| 608273 | 2003 SD372               | 11 dicembre 2004  | Spacewatch          |
| 608274 | 2003 SH375               | 28 settembre 2003 | Spacewatch          |
| 608275 | 2003 SG379               | 29 settembre 2003 | Spacewatch          |
| 608276 | 2003 SA381               | 26 settembre 2003 | SDSS Collaboration  |
| 608277 | 2003 SH382               | 11 marzo 2005     | Mount Lemmon Survey |
| 608278 | 2003 SO382               | 8 marzo 2005      | Mount Lemmon Survey |
| 608279 | 2003 SJ385               | 26 settembre 2003 | SDSS Collaboration  |
| 608280 | 2003 SC387               | 2 ottobre 2003    | Spacewatch          |
| 608281 | 2003 SM387               | 26 settembre 2003 | SDSS Collaboration  |
| 608282 | 2003 SZ390               | 16 marzo 2005     | CSS                 |
| 608283 | 2003 SF391               | 26 settembre 2003 | SDSS Collaboration  |
| 608284 | 2003 SV391               | 26 settembre 2003 | SDSS Collaboration  |
| 608285 | 2003 SE397               | 26 settembre 2003 | SDSS Collaboration  |
| 608286 | 2003 SJ397               | 13 gennaio 2005   | Spacewatch          |
| 608287 | 2003 SQ398               | 26 settembre 2003 | SDSS Collaboration  |
| 608288 | 2003 SK399               | 26 settembre 2003 | SDSS Collaboration  |
| 608289 | 2003 SM399               | 26 settembre 2003 | SDSS Collaboration  |
| 608290 | 2003 SW399               | 26 settembre 2003 | SDSS Collaboration  |
| 608291 | 2003 SB402               | 26 settembre 2003 | SDSS Collaboration  |
| 608292 | 2003 SA407               | 27 settembre 2003 | SDSS Collaboration  |
| 608293 | 2003 SD407               | 17 gennaio 2005   | Spacewatch          |
| 608294 | 2003 SG410               | 28 settembre 2003 | Spacewatch          |
| 608295 | 2003 SC411               | 27 settembre 2003 | Spacewatch          |
| 608296 | 2003 SO411               | 28 settembre 2003 | SDSS Collaboration  |
| 608297 | 2003 SH413               | 28 settembre 2003 | SDSS Collaboration  |
| 608298 | 2003 SQ413               | 12 febbraio 2005  | A. Boattini         |
| 608299 | 2003 SW413               | 29 settembre 2003 | Spacewatch          |
| 608300 | 2003 SE414               | 28 settembre 2003 | SDSS Collaboration  |

## 608301–608400
| Nome   | Designazione provvisoria | Data di scoperta  | Scopritore                          |
| ------ | ------------------------ | ----------------- | ----------------------------------- |
| 608301 | 2003 SY415               | 30 settembre 2003 | Spacewatch                          |
| 608302 | 2003 SE418               | 28 settembre 2003 | SDSS Collaboration                  |
| 608303 | 2003 SM425               | 3 dicembre 2005   | Osservatorio di Mauna Kea           |
| 608304 | 2003 SN425               | 26 aprile 2006    | Mount Lemmon Survey                 |
| 608305 | 2003 ST425               | 25 marzo 2006     | Mount Lemmon Survey                 |
| 608306 | 2003 SK426               | 4 marzo 2005      | Spacewatch                          |
| 608307 | 2003 SK427               | 26 agosto 2003    | Cerro Tololo Obs.                   |
| 608308 | 2003 SE436               | 20 settembre 2003 | Spacewatch                          |
| 608309 | 2003 SG436               | 7 gennaio 2014    | Mount Lemmon Survey                 |
| 608310 | 2003 SN436               | 18 settembre 2003 | NEAT                                |
| 608311 | 2003 SS436               | 29 settembre 2003 | Spacewatch                          |
| 608312 | 2003 SY436               | 22 settembre 2003 | Spacewatch                          |
| 608313 | 2003 SM437               | 8 gennaio 2011    | Mount Lemmon Survey                 |
| 608314 | 2003 ST437               | 1 novembre 2010   | Mount Lemmon Survey                 |
| 608315 | 2003 SF438               | 11 settembre 2007 | Mount Lemmon Survey                 |
| 608316 | 2003 SJ438               | 13 settembre 2010 | Osservatorio astronomico di Maiorca |
| 608317 | 2003 SL438               | 25 dicembre 2005  | Mount Lemmon Survey                 |
| 608318 | 2003 SO438               | 23 ottobre 2009   | Mount Lemmon Survey                 |
| 608319 | 2003 SP438               | 21 settembre 2003 | Spacewatch                          |
| 608320 | 2003 SU438               | 11 ottobre 2012   | Spacewatch                          |
| 608321 | 2003 SY438               | 27 settembre 2003 | Spacewatch                          |
| 608322 | 2003 SZ438               | 28 settembre 2003 | Spacewatch                          |
| 608323 | 2003 SC439               | 22 aprile 2007    | Mount Lemmon Survey                 |
| 608324 | 2003 SR439               | 19 novembre 2008  | Mount Lemmon Survey                 |
| 608325 | 2003 SY439               | 4 dicembre 2008   | Spacewatch                          |
| 608326 | 2003 SL440               | 13 marzo 2001     | P. G. Comba                         |
| 608327 | 2003 SX440               | 26 marzo 2014     | Mount Lemmon Survey                 |
| 608328 | 2003 SZ440               | 10 dicembre 2010  | Mount Lemmon Survey                 |
| 608329 | 2003 SD441               | 19 settembre 2003 | Spacewatch                          |
| 608330 | 2003 SE441               | 9 febbraio 2005   | Spacewatch                          |
| 608331 | 2003 SL441               | 28 settembre 2003 | Spacewatch                          |
| 608332 | 2003 SP441               | 18 settembre 2003 | Spacewatch                          |
| 608333 | 2003 SV441               | 27 settembre 2016 | Mount Lemmon Survey                 |
| 608334 | 2003 SX441               | 30 settembre 2003 | Spacewatch                          |
| 608335 | 2003 SC442               | 1 ottobre 2014    | Pan-STARRS                          |
| 608336 | 2003 SN442               | 6 maggio 2006     | Mount Lemmon Survey                 |
| 608337 | 2003 SO442               | 18 settembre 2003 | Spacewatch                          |
| 608338 | 2003 SP442               | 4 febbraio 2005   | Mount Lemmon Survey                 |
| 608339 | 2003 SU442               | 9 settembre 2010  | Spacewatch                          |
| 608340 | 2003 SW442               | 9 febbraio 2005   | Spacewatch                          |
| 608341 | 2003 SX442               | 10 ottobre 2012   | Pan-STARRS                          |
| 608342 | 2003 SA443               | 23 settembre 2003 | NEAT                                |
| 608343 | 2003 SM443               | 7 febbraio 2011   | Mount Lemmon Survey                 |
| 608344 | 2003 SV443               | 27 giugno 2011    | Mount Lemmon Survey                 |
| 608345 | 2003 SA444               | 13 gennaio 2011   | Mount Lemmon Survey                 |
| 608346 | 2003 SR444               | 20 settembre 2003 | Spacewatch                          |
| 608347 | 2003 ST444               | 30 settembre 2003 | Spacewatch                          |
| 608348 | 2003 SB445               | 25 luglio 2015    | Pan-STARRS                          |
| 608349 | 2003 SN445               | 30 luglio 2014    | Spacewatch                          |
| 608350 | 2003 SU445               | 26 ottobre 2016   | Pan-STARRS                          |
| 608351 | 2003 SL446               | 28 settembre 2003 | SDSS Collaboration                  |
| 608352 | 2003 SM446               | 25 febbraio 2006  | Spacewatch                          |
| 608353 | 2003 SE448               | 18 settembre 2003 | NEAT                                |
| 608354 | 2003 SH448               | 28 settembre 2003 | Spacewatch                          |
| 608355 | 2003 SM450               | 21 settembre 2003 | NEAT                                |
| 608356 | 2003 SO450               | 10 agosto 2011    | Pan-STARRS                          |
| 608357 | 2003 SP450               | 12 novembre 2012  | Mount Lemmon Survey                 |
| 608358 | 2003 SD451               | 23 aprile 2015    | Pan-STARRS                          |
| 608359 | 2003 SF452               | 10 marzo 2005     | M. W. Buie, L. H. Wasserman         |
| 608360 | 2003 SK455               | 13 luglio 2016    | Mount Lemmon Survey                 |
| 608361 | 2003 SN457               | 30 marzo 2012     | Spacewatch                          |
| 608362 | 2003 SK458               | 20 agosto 2014    | Pan-STARRS                          |
| 608363 | 2003 SN458               | 19 settembre 2003 | NEAT                                |
| 608364 | 2003 SO458               | 20 settembre 2003 | Spacewatch                          |
| 608365 | 2003 SU458               | 30 gennaio 2011   | Pan-STARRS                          |
| 608366 | 2003 SF459               | 30 gennaio 2012   | Mount Lemmon Survey                 |
| 608367 | 2003 SJ459               | 20 febbraio 2014  | Mount Lemmon Survey                 |
| 608368 | 2003 SW459               | 10 gennaio 2018   | Pan-STARRS                          |
| 608369 | 2003 SB460               | 4 dicembre 2016   | Mount Lemmon Survey                 |
| 608370 | 2003 SC460               | 27 agosto 2014    | Pan-STARRS                          |
| 608371 | 2003 SR460               | 9 febbraio 2014   | Mount Lemmon Survey                 |
| 608372 | 2003 SP461               | 4 settembre 2014  | Pan-STARRS                          |
| 608373 | 2003 SA463               | 30 settembre 2003 | Spacewatch                          |
| 608374 | 2003 SP463               | 2 marzo 2016      | Mount Lemmon Survey                 |
| 608375 | 2003 SW463               | 16 settembre 2003 | Spacewatch                          |
| 608376 | 2003 SQ464               | 30 settembre 2003 | Spacewatch                          |
| 608377 | 2003 SA466               | 18 settembre 2003 | Spacewatch                          |
| 608378 | 2003 SB466               | 19 settembre 2003 | Spacewatch                          |
| 608379 | 2003 SC466               | 29 settembre 2003 | Spacewatch                          |
| 608380 | 2003 SE466               | 29 settembre 2003 | Spacewatch                          |
| 608381 | 2003 SF466               | 28 settembre 2003 | SDSS Collaboration                  |
| 608382 | 2003 SQ466               | 28 settembre 2003 | Spacewatch                          |
| 608383 | 2003 SS467               | 24 agosto 2003    | Cerro Tololo Obs.                   |
| 608384 | 2003 SV467               | 29 settembre 2003 | Spacewatch                          |
| 608385 | 2003 SK468               | 18 settembre 2003 | Spacewatch                          |
| 608386 | 2003 SO468               | 22 settembre 2003 | Spacewatch                          |
| 608387 | 2003 SX468               | 19 settembre 2003 | Spacewatch                          |
| 608388 | 2003 SN469               | 16 settembre 2003 | Spacewatch                          |
| 608389 | 2003 ST469               | 26 settembre 2003 | SDSS Collaboration                  |
| 608390 | 2003 SJ474               | 18 settembre 2003 | Spacewatch                          |
| 608391 | 2003 TX2                 | 1 ottobre 2003    | Spacewatch                          |
| 608392 | 2003 TG4                 | 2 ottobre 2003    | Spacewatch                          |
| 608393 | 2003 TR5                 | 3 ottobre 2003    | Spacewatch                          |
| 608394 | 2003 TK19                | 15 ottobre 2003   | NEAT                                |
| 608395 | 2003 TY21                | 1 ottobre 2003    | Spacewatch                          |
| 608396 | 2003 TB22                | 1 ottobre 2003    | Spacewatch                          |
| 608397 | 2003 TN22                | 25 settembre 2003 | NEAT                                |
| 608398 | 2003 TU22                | 1 ottobre 2003    | Spacewatch                          |
| 608399 | 2003 TP23                | 1 ottobre 2003    | Spacewatch                          |
| 608400 | 2003 TK24                | 1 ottobre 2003    | Spacewatch                          |

## 608401–608500
| Nome   | Designazione provvisoria | Data di scoperta  | Scopritore                 |
| ------ | ------------------------ | ----------------- | -------------------------- |
| 608401 | 2003 TF33                | 1 ottobre 2003    | Spacewatch                 |
| 608402 | 2003 TB34                | 1 ottobre 2003    | Spacewatch                 |
| 608403 | 2003 TQ34                | 1 ottobre 2003    | Spacewatch                 |
| 608404 | 2003 TP37                | 2 ottobre 2003    | Spacewatch                 |
| 608405 | 2003 TB40                | 2 ottobre 2003    | Spacewatch                 |
| 608406 | 2003 TT40                | 2 ottobre 2003    | Spacewatch                 |
| 608407 | 2003 TW40                | 2 ottobre 2003    | Spacewatch                 |
| 608408 | 2003 TN45                | 21 settembre 2003 | Spacewatch                 |
| 608409 | 2003 TL46                | 3 ottobre 2003    | Spacewatch                 |
| 608410 | 2003 TP47                | 19 settembre 2003 | Spacewatch                 |
| 608411 | 2003 TQ47                | 17 settembre 2003 | NEAT                       |
| 608412 | 2003 TP50                | 4 ottobre 2003    | Spacewatch                 |
| 608413 | 2003 TY50                | 4 ottobre 2003    | Spacewatch                 |
| 608414 | 2003 TX59                | 1 novembre 2007   | Spacewatch                 |
| 608415 | 2003 TB60                | 15 settembre 2010 | CSS                        |
| 608416 | 2003 TZ60                | 3 ottobre 2003    | Spacewatch                 |
| 608417 | 2003 TD61                | 25 luglio 2011    | Pan-STARRS                 |
| 608418 | 2003 TE61                | 23 ottobre 2009   | Mount Lemmon Survey        |
| 608419 | 2003 TH61                | 1 ottobre 2003    | Spacewatch                 |
| 608420 | 2003 TU61                | 1 ottobre 2003    | Spacewatch                 |
| 608421 | 2003 TA62                | 11 luglio 2016    | Pan-STARRS                 |
| 608422 | 2003 TJ62                | 1 ottobre 2003    | Spacewatch                 |
| 608423 | 2003 TP62                | 4 ottobre 2003    | Spacewatch                 |
| 608424 | 2003 TS62                | 24 settembre 2008 | Mount Lemmon Survey        |
| 608425 | 2003 TH63                | 29 gennaio 2011   | Mount Lemmon Survey        |
| 608426 | 2003 TX63                | 28 agosto 2014    | Pan-STARRS                 |
| 608427 | 2003 TX64                | 2 ottobre 2003    | Spacewatch                 |
| 608428 | 2003 TE65                | 1 ottobre 2003    | Spacewatch                 |
| 608429 | 2003 UR                  | 16 ottobre 2003   | LINEAR                     |
| 608430 | 2003 UK1                 | 21 settembre 2003 | NEAT                       |
| 608431 | 2003 UG17                | 17 ottobre 2003   | Spacewatch                 |
| 608432 | 2003 UY20                | 13 ottobre 2003   | NEAT                       |
| 608433 | 2003 US35                | 16 ottobre 2003   | NEAT                       |
| 608434 | 2003 UL43                | 17 ottobre 2003   | Spacewatch                 |
| 608435 | 2003 UC46                | 18 ottobre 2003   | Spacewatch                 |
| 608436 | 2003 UM49                | 16 ottobre 2003   | NEAT                       |
| 608437 | 2003 UV55                | 1 ottobre 2003    | Spacewatch                 |
| 608438 | 2003 UM61                | 22 settembre 2003 | NEAT                       |
| 608439 | 2003 UC67                | 27 settembre 2003 | Spacewatch                 |
| 608440 | 2003 UC71                | 18 ottobre 2003   | Spacewatch                 |
| 608441 | 2003 UF74                | 22 settembre 2003 | Spacewatch                 |
| 608442 | 2003 UO84                | 18 ottobre 2003   | Spacewatch                 |
| 608443 | 2003 UZ87                | 28 settembre 2003 | Spacewatch                 |
| 608444 | 2003 UG88                | 28 settembre 2003 | Spacewatch                 |
| 608445 | 2003 UG90                | 23 settembre 2003 | NEAT                       |
| 608446 | 2003 UU91                | 20 ottobre 2003   | Spacewatch                 |
| 608447 | 2003 UL96                | 22 settembre 2003 | NEAT                       |
| 608448 | 2003 UX103               | 17 ottobre 2003   | Spacewatch                 |
| 608449 | 2003 US114               | 20 ottobre 2003   | Spacewatch                 |
| 608450 | 2003 UC115               | 20 ottobre 2003   | Spacewatch                 |
| 608451 | 2003 UG130               | 18 ottobre 2003   | NEAT                       |
| 608452 | 2003 UD134               | 19 settembre 2003 | NEAT                       |
| 608453 | 2003 UO153               | 18 settembre 2003 | Spacewatch                 |
| 608454 | 2003 UW154               | 20 ottobre 2003   | Spacewatch                 |
| 608455 | 2003 UY154               | 20 ottobre 2003   | Spacewatch                 |
| 608456 | 2003 UB156               | 20 ottobre 2003   | Spacewatch                 |
| 608457 | 2003 US170               | 19 ottobre 2003   | NEAT                       |
| 608458 | 2003 UD172               | 30 settembre 2003 | Spacewatch                 |
| 608459 | 2003 UQ176               | 21 ottobre 2003   | LONEOS                     |
| 608460 | 2003 UD178               | 20 settembre 2003 | NEAT                       |
| 608461 | 2003 UB179               | 22 settembre 2003 | Spacewatch                 |
| 608462 | 2003 UP197               | 25 settembre 2003 | AMOS                       |
| 608463 | 2003 UY204               | 22 settembre 2003 | Spacewatch                 |
| 608464 | 2003 UR207               | 26 settembre 2003 | W. K. Y. Yeung             |
| 608465 | 2003 UZ226               | 23 ottobre 2003   | Spacewatch                 |
| 608466 | 2003 UH233               | 28 settembre 2003 | Spacewatch                 |
| 608467 | 2003 UR234               | 19 ottobre 2003   | Spacewatch                 |
| 608468 | 2003 US234               | 24 ottobre 2003   | Spacewatch                 |
| 608469 | 2003 UE236               | 19 settembre 2003 | Spacewatch                 |
| 608470 | 2003 UV237               | 23 ottobre 2003   | Spacewatch                 |
| 608471 | 2003 UU275               | 24 ottobre 2003   | LINEAR                     |
| 608472 | 2003 UD281               | 8 settembre 2003  | Osservatorio di Kvistaberg |
| 608473 | 2003 UF287               | 23 ottobre 2003   | Spacewatch                 |
| 608474 | 2003 UE290               | 22 ottobre 2003   | Kitt Peak Obs.             |
| 608475 | 2003 UT290               | 23 ottobre 2003   | Spacewatch                 |
| 608476 | 2003 UZ293               | 21 ottobre 2003   | LONEOS                     |
| 608477 | 2003 UL300               | 16 ottobre 2003   | Spacewatch                 |
| 608478 | 2003 UN301               | 17 ottobre 2003   | Spacewatch                 |
| 608479 | 2003 UO305               | 18 ottobre 2003   | Spacewatch                 |
| 608480 | 2003 UD306               | 18 ottobre 2003   | Spacewatch                 |
| 608481 | 2003 UJ306               | 1 ottobre 2003    | Spacewatch                 |
| 608482 | 2003 UK306               | 18 ottobre 2003   | Spacewatch                 |
| 608483 | 2003 UB307               | 18 ottobre 2003   | Spacewatch                 |
| 608484 | 2003 UP307               | 18 ottobre 2003   | LONEOS                     |
| 608485 | 2003 UO313               | 28 gennaio 2000   | Spacewatch                 |
| 608486 | 2003 UC314               | 2 ottobre 2003    | Spacewatch                 |
| 608487 | 2003 UK315               | 2 ottobre 2003    | Spacewatch                 |
| 608488 | 2003 UX316               | 23 settembre 2003 | NEAT                       |
| 608489 | 2003 UR318               | 20 settembre 2003 | NEAT                       |
| 608490 | 2003 US318               | 16 gennaio 2005   | Spacewatch                 |
| 608491 | 2003 UO320               | 28 settembre 2003 | LONEOS                     |
| 608492 | 2003 UX324               | 27 agosto 2003    | NEAT                       |
| 608493 | 2003 UB325               | 11 dicembre 2004  | Spacewatch                 |
| 608494 | 2003 UA326               | 27 settembre 2003 | Spacewatch                 |
| 608495 | 2003 UQ326               | 17 ottobre 2003   | SDSS Collaboration         |
| 608496 | 2003 UG327               | 28 agosto 2003    | NEAT                       |
| 608497 | 2003 UU327               | 17 ottobre 2003   | SDSS Collaboration         |
| 608498 | 2003 US328               | 20 settembre 2003 | Spacewatch                 |
| 608499 | 2003 UK329               | 17 ottobre 2003   | SDSS Collaboration         |
| 608500 | 2003 UP329               | 26 agosto 2003    | Cerro Tololo Obs.          |

## 608501–608600
| Nome   | Designazione provvisoria | Data di scoperta  | Scopritore                      |
| ------ | ------------------------ | ----------------- | ------------------------------- |
| 608501 | 2003 UJ331               | 16 gennaio 2005   | Spacewatch                      |
| 608502 | 2003 UL331               | 18 ottobre 2003   | SDSS Collaboration              |
| 608503 | 2003 UR331               | 14 dicembre 2004  | Spacewatch                      |
| 608504 | 2003 UR334               | 18 ottobre 2003   | SDSS Collaboration              |
| 608505 | 2003 UM335               | 4 febbraio 2005   | Mount Lemmon Survey             |
| 608506 | 2003 UT337               | 18 ottobre 2003   | Spacewatch                      |
| 608507 | 2003 UQ338               | 20 ottobre 2003   | Spacewatch                      |
| 608508 | 2003 UF341               | 17 ottobre 2003   | SDSS Collaboration              |
| 608509 | 2003 UL341               | 17 ottobre 2003   | SDSS Collaboration              |
| 608510 | 2003 UP350               | 16 gennaio 2005   | Spacewatch                      |
| 608511 | 2003 UU352               | 19 ottobre 2003   | SDSS Collaboration              |
| 608512 | 2003 UO353               | 28 settembre 2003 | SDSS Collaboration              |
| 608513 | 2003 UV353               | 4 febbraio 2005   | Spacewatch                      |
| 608514 | 2003 US360               | 27 settembre 2003 | Spacewatch                      |
| 608515 | 2003 UT360               | 21 settembre 2003 | Spacewatch                      |
| 608516 | 2003 UH365               | 20 ottobre 2003   | Spacewatch                      |
| 608517 | 2003 UY365               | 20 ottobre 2003   | Spacewatch                      |
| 608518 | 2003 UT366               | 20 ottobre 2003   | Spacewatch                      |
| 608519 | 2003 UB367               | 21 ottobre 2003   | Spacewatch                      |
| 608520 | 2003 UX367               | 21 ottobre 2003   | Spacewatch                      |
| 608521 | 2003 UZ369               | 21 ottobre 2003   | Spacewatch                      |
| 608522 | 2003 UD371               | 20 novembre 2004  | Spacewatch                      |
| 608523 | 2003 UE371               | 17 ottobre 2003   | SDSS Collaboration              |
| 608524 | 2003 UM372               | 23 agosto 2003    | NEAT                            |
| 608525 | 2003 UO372               | 21 settembre 2003 | Spacewatch                      |
| 608526 | 2003 UH373               | 28 settembre 2003 | Spacewatch                      |
| 608527 | 2003 UC374               | 22 ottobre 2003   | SDSS Collaboration              |
| 608528 | 2003 UR374               | 20 settembre 2003 | Spacewatch                      |
| 608529 | 2003 UZ374               | 18 ottobre 2003   | SDSS Collaboration              |
| 608530 | 2003 UO375               | 20 ottobre 2003   | Spacewatch                      |
| 608531 | 2003 UU375               | 19 settembre 2003 | Spacewatch                      |
| 608532 | 2003 UP376               | 29 settembre 2003 | Spacewatch                      |
| 608533 | 2003 UA378               | 18 settembre 2003 | Spacewatch                      |
| 608534 | 2003 UN381               | 28 settembre 2003 | SDSS Collaboration              |
| 608535 | 2003 UR381               | 22 ottobre 2003   | SDSS Collaboration              |
| 608536 | 2003 UU382               | 18 settembre 2003 | Spacewatch                      |
| 608537 | 2003 UP386               | 22 ottobre 2003   | SDSS Collaboration              |
| 608538 | 2003 UG387               | 22 ottobre 2003   | SDSS Collaboration              |
| 608539 | 2003 UX388               | 22 ottobre 2003   | SDSS Collaboration              |
| 608540 | 2003 UW389               | 30 settembre 2003 | SDSS Collaboration              |
| 608541 | 2003 UH390               | 22 ottobre 2003   | SDSS Collaboration              |
| 608542 | 2003 UJ390               | 27 settembre 2003 | SDSS Collaboration              |
| 608543 | 2003 UA391               | 28 settembre 2003 | SDSS Collaboration              |
| 608544 | 2003 UX392               | 22 ottobre 2003   | SDSS Collaboration              |
| 608545 | 2003 UY393               | 22 ottobre 2003   | SDSS Collaboration              |
| 608546 | 2003 UU394               | 22 ottobre 2003   | SDSS Collaboration              |
| 608547 | 2003 UM395               | 22 ottobre 2003   | SDSS Collaboration              |
| 608548 | 2003 UT395               | 19 dicembre 2004  | Mount Lemmon Survey             |
| 608549 | 2003 UX395               | 22 ottobre 2003   | SDSS Collaboration              |
| 608550 | 2003 UG396               | 22 ottobre 2003   | SDSS Collaboration              |
| 608551 | 2003 UX396               | 19 dicembre 2004  | Mount Lemmon Survey             |
| 608552 | 2003 UO397               | 22 ottobre 2003   | SDSS Collaboration              |
| 608553 | 2003 UR397               | 22 ottobre 2003   | SDSS Collaboration              |
| 608554 | 2003 UW398               | 22 ottobre 2003   | SDSS Collaboration              |
| 608555 | 2003 UL399               | 22 ottobre 2003   | SDSS Collaboration              |
| 608556 | 2003 UE400               | 16 ottobre 2003   | Spacewatch                      |
| 608557 | 2003 UZ400               | 30 settembre 2003 | Spacewatch                      |
| 608558 | 2003 UD402               | 18 ottobre 2003   | SDSS Collaboration              |
| 608559 | 2003 UU403               | 28 settembre 2003 | Spacewatch                      |
| 608560 | 2003 UQ404               | 28 settembre 2003 | LONEOS                          |
| 608561 | 2003 UR404               | 23 ottobre 2003   | SDSS Collaboration              |
| 608562 | 2003 UH405               | 19 ottobre 2003   | SDSS Collaboration              |
| 608563 | 2003 UA407               | 23 ottobre 2003   | Spacewatch                      |
| 608564 | 2003 UL408               | 2 febbraio 2005   | Spacewatch                      |
| 608565 | 2003 UO409               | 23 ottobre 2003   | SDSS Collaboration              |
| 608566 | 2003 US409               | 23 ottobre 2003   | SDSS Collaboration              |
| 608567 | 2003 UB411               | 23 ottobre 2003   | SDSS Collaboration              |
| 608568 | 2003 UD412               | 2 aprile 2005     | CSS                             |
| 608569 | 2003 UF417               | 18 settembre 2003 | Spacewatch                      |
| 608570 | 2003 UB419               | 28 agosto 2003    | NEAT                            |
| 608571 | 2003 UN419               | 16 novembre 2003  | Spacewatch                      |
| 608572 | 2003 UO419               | 20 ottobre 2003   | Spacewatch                      |
| 608573 | 2003 UP419               | 29 ottobre 2003   | Spacewatch                      |
| 608574 | 2003 UQ419               | 23 ottobre 2003   | Spacewatch                      |
| 608575 | 2003 UW419               | 11 ottobre 2010   | Mount Lemmon Survey             |
| 608576 | 2003 UC420               | 15 dicembre 2007  | Mount Lemmon Survey             |
| 608577 | 2003 UF420               | 23 ottobre 2003   | L. H. Wasserman, D. E. Trilling |
| 608578 | 2003 UV420               | 29 aprile 2009    | Spacewatch                      |
| 608579 | 2003 UA421               | 30 maggio 2008    | Mount Lemmon Survey             |
| 608580 | 2003 UG422               | 11 dicembre 2012  | Mount Lemmon Survey             |
| 608581 | 2003 UH422               | 5 gennaio 2006    | Mount Lemmon Survey             |
| 608582 | 2003 UQ422               | 15 gennaio 2005   | Spacewatch                      |
| 608583 | 2003 UT422               | 27 aprile 2012    | Pan-STARRS                      |
| 608584 | 2003 UW422               | 28 settembre 1997 | Spacewatch                      |
| 608585 | 2003 UZ422               | 19 ottobre 2012   | Pan-STARRS                      |
| 608586 | 2003 UD423               | 1 aprile 2012     | Mount Lemmon Survey             |
| 608587 | 2003 UF423               | 23 ottobre 2003   | Spacewatch                      |
| 608588 | 2003 UG423               | 21 maggio 2015    | Pan-STARRS                      |
| 608589 | 2003 UL423               | 2 aprile 2009     | Mount Lemmon Survey             |
| 608590 | 2003 UN423               | 10 agosto 2007    | Spacewatch                      |
| 608591 | 2003 UR424               | 5 febbraio 2011   | CSS                             |
| 608592 | 2003 UV424               | 13 dicembre 2010  | Mount Lemmon Survey             |
| 608593 | 2003 UC425               | 19 novembre 2009  | Spacewatch                      |
| 608594 | 2003 UF425               | 10 dicembre 2014  | Mount Lemmon Survey             |
| 608595 | 2003 UH425               | 22 ottobre 2003   | D. Healy                        |
| 608596 | 2003 UT425               | 29 ottobre 2003   | Spacewatch                      |
| 608597 | 2003 UY425               | 3 marzo 2006      | CSS                             |
| 608598 | 2003 UV426               | 27 febbraio 2012  | Pan-STARRS                      |
| 608599 | 2003 UB427               | 30 agosto 2014    | Pan-STARRS                      |
| 608600 | 2003 UH427               | 17 ottobre 2003   | Spacewatch                      |

## 608601–608700
| Nome   | Designazione provvisoria | Data di scoperta  | Scopritore                   |
| ------ | ------------------------ | ----------------- | ---------------------------- |
| 608601 | 2003 US427               | 25 ottobre 2003   | Spacewatch                   |
| 608602 | 2003 UV427               | 7 giugno 2013     | Pan-STARRS                   |
| 608603 | 2003 UD428               | 20 ottobre 2003   | Spacewatch                   |
| 608604 | 2003 UH428               | 20 ottobre 2003   | Spacewatch                   |
| 608605 | 2003 UJ428               | 23 ottobre 2003   | Spacewatch                   |
| 608606 | 2003 UU428               | 8 novembre 2009   | Spacewatch                   |
| 608607 | 2003 UX428               | 16 novembre 2009  | Mount Lemmon Survey          |
| 608608 | 2003 UD429               | 6 novembre 2012   | Mount Lemmon Survey          |
| 608609 | 2003 UP429               | 16 novembre 2003  | Spacewatch                   |
| 608610 | 2003 UU429               | 1 giugno 2014     | Pan-STARRS                   |
| 608611 | 2003 UL431               | 20 ottobre 2003   | Spacewatch                   |
| 608612 | 2003 UY432               | 4 ottobre 2003    | Spacewatch                   |
| 608613 | 2003 UD433               | 20 novembre 2016  | Mount Lemmon Survey          |
| 608614 | 2003 UK433               | 6 novembre 2015   | Pan-STARRS                   |
| 608615 | 2003 UZ433               | 24 marzo 2006     | Mount Lemmon Survey          |
| 608616 | 2003 UB434               | 26 novembre 2017  | Mount Lemmon Survey          |
| 608617 | 2003 UK434               | 12 ottobre 2010   | Mount Lemmon Survey          |
| 608618 | 2003 UL434               | 29 gennaio 2012   | Spacewatch                   |
| 608619 | 2003 UQ434               | 23 gennaio 2006   | Mount Lemmon Survey          |
| 608620 | 2003 UA436               | 10 maggio 2011    | Mount Lemmon Survey          |
| 608621 | 2003 UP439               | 19 ottobre 2003   | Spacewatch                   |
| 608622 | 2003 UU439               | 27 settembre 2016 | Pan-STARRS                   |
| 608623 | 2003 UY439               | 16 marzo 2012     | Pan-STARRS                   |
| 608624 | 2003 UK440               | 12 gennaio 2011   | Spacewatch                   |
| 608625 | 2003 UC441               | 13 gennaio 2015   | Pan-STARRS                   |
| 608626 | 2003 UK441               | 1 ottobre 2014    | Pan-STARRS                   |
| 608627 | 2003 UF442               | 3 settembre 2008  | Spacewatch                   |
| 608628 | 2003 UA443               | 1 ottobre 2014    | Pan-STARRS                   |
| 608629 | 2003 US443               | 12 settembre 2016 | Pan-STARRS                   |
| 608630 | 2003 UL448               | 22 ottobre 2003   | Spacewatch                   |
| 608631 | 2003 VT12                | 11 ottobre 2010   | CSS                          |
| 608632 | 2003 VH13                | 1 gennaio 2009    | Spacewatch                   |
| 608633 | 2003 WF10                | 25 ottobre 2003   | LINEAR                       |
| 608634 | 2003 WL14                | 16 novembre 2003  | Spacewatch                   |
| 608635 | 2003 WE18                | 19 novembre 2003  | LINEAR                       |
| 608636 | 2003 WD28                | 14 novembre 2003  | NEAT                         |
| 608637 | 2003 WG42                | 21 novembre 2003  | P. R. Holvorcem, M. Schwartz |
| 608638 | 2003 WQ47                | 18 novembre 2003  | Spacewatch                   |
| 608639 | 2003 WK49                | 19 ottobre 2003   | NEAT                         |
| 608640 | 2003 WV55                | 20 novembre 2003  | LINEAR                       |
| 608641 | 2003 WY70                | 19 ottobre 2003   | NEAT                         |
| 608642 | 2003 WL76                | 25 ottobre 2003   | Spacewatch                   |
| 608643 | 2003 WQ89                | 6 dicembre 1996   | Spacewatch                   |
| 608644 | 2003 WA97                | 20 ottobre 2003   | Spacewatch                   |
| 608645 | 2003 WG111               | 20 novembre 2003  | Spacewatch                   |
| 608646 | 2003 WH122               | 20 novembre 2003  | Spacewatch                   |
| 608647 | 2003 WE133               | 21 novembre 2003  | LINEAR                       |
| 608648 | 2003 WL143               | 29 settembre 2003 | LONEOS                       |
| 608649 | 2003 WC162               | 30 novembre 2003  | Spacewatch                   |
| 608650 | 2003 WN162               | 30 novembre 2003  | Spacewatch                   |
| 608651 | 2003 WZ164               | 30 novembre 2003  | Spacewatch                   |
| 608652 | 2003 WK173               | 25 ottobre 2003   | Spacewatch                   |
| 608653 | 2003 WB177               | 20 novembre 2003  | Kitt Peak Obs.               |
| 608654 | 2003 WP187               | 23 novembre 2003  | Kitt Peak Obs.               |
| 608655 | 2003 WV187               | 23 novembre 2003  | Kitt Peak Obs.               |
| 608656 | 2003 WY195               | 8 marzo 2005      | Mount Lemmon Survey          |
| 608657 | 2003 WA196               | 3 giugno 2009     | Mount Lemmon Survey          |
| 608658 | 2003 WH196               | 18 gennaio 2008   | Mount Lemmon Survey          |
| 608659 | 2003 WJ196               | 28 ottobre 2010   | Spacewatch                   |
| 608660 | 2003 WP196               | 30 novembre 2003  | Spacewatch                   |
| 608661 | 2003 WQ196               | 1 aprile 2005     | Spacewatch                   |
| 608662 | 2003 WV196               | 4 dicembre 2008   | Mount Lemmon Survey          |
| 608663 | 2003 WY196               | 18 marzo 2010     | Spacewatch                   |
| 608664 | 2003 WA197               | 9 novembre 2009   | Spacewatch                   |
| 608665 | 2003 WK197               | 21 gennaio 2012   | Spacewatch                   |
| 608666 | 2003 WL197               | 17 luglio 2016    | Pan-STARRS                   |
| 608667 | 2003 WM197               | 8 giugno 2013     | Mount Lemmon Survey          |
| 608668 | 2003 WT197               | 4 marzo 2008      | Mount Lemmon Survey          |
| 608669 | 2003 WZ197               | 1 dicembre 2003   | Spacewatch                   |
| 608670 | 2003 WD198               | 22 ottobre 2012   | Spacewatch                   |
| 608671 | 2003 WK198               | 16 agosto 2014    | Pan-STARRS                   |
| 608672 | 2003 WM198               | 25 febbraio 2011  | Mount Lemmon Survey          |
| 608673 | 2003 WV198               | 19 dicembre 2007  | Mount Lemmon Survey          |
| 608674 | 2003 WZ198               | 17 settembre 2014 | R. Holmes                    |
| 608675 | 2003 WA199               | 30 novembre 2003  | Spacewatch                   |
| 608676 | 2003 WE199               | 17 settembre 2010 | Mount Lemmon Survey          |
| 608677 | 2003 WM199               | 30 agosto 2011    | Pan-STARRS                   |
| 608678 | 2003 WN199               | 26 novembre 2003  | Spacewatch                   |
| 608679 | 2003 WS199               | 13 gennaio 2005   | Spacewatch                   |
| 608680 | 2003 WN200               | 19 novembre 2003  | Spacewatch                   |
| 608681 | 2003 WQ200               | 1 marzo 2012      | Spacewatch                   |
| 608682 | 2003 WZ200               | 29 agosto 2014    | Mount Lemmon Survey          |
| 608683 | 2003 WB201               | 13 luglio 2013    | Pan-STARRS                   |
| 608684 | 2003 WC201               | 30 novembre 2003  | Spacewatch                   |
| 608685 | 2003 WC202               | 24 ottobre 2003   | Spacewatch                   |
| 608686 | 2003 WF202               | 26 novembre 2003  | Spacewatch                   |
| 608687 | 2003 WE204               | 20 ottobre 2007   | Spacewatch                   |
| 608688 | 2003 WZ204               | 25 settembre 2016 | Pan-STARRS                   |
| 608689 | 2003 WN205               | 25 settembre 2006 | Mount Lemmon Survey          |
| 608690 | 2003 WY205               | 8 marzo 2005      | Spacewatch                   |
| 608691 | 2003 WG206               | 16 gennaio 2009   | Mount Lemmon Survey          |
| 608692 | 2003 WP206               | 14 novembre 2012  | M. Micheli, A. Draginda      |
| 608693 | 2003 WH208               | 18 novembre 2003  | Spacewatch                   |
| 608694 | 2003 WJ208               | 27 febbraio 2012  | Pan-STARRS                   |
| 608695 | 2003 WS208               | 10 dicembre 2012  | Spacewatch                   |
| 608696 | 2003 WZ209               | 13 marzo 2005     | Spacewatch                   |
| 608697 | 2003 WH210               | 28 settembre 2008 | Mount Lemmon Survey          |
| 608698 | 2003 WJ210               | 20 novembre 2003  | Spacewatch                   |
| 608699 | 2003 WN210               | 30 novembre 2003  | Spacewatch                   |
| 608700 | 2003 WO210               | 7 settembre 2008  | Mount Lemmon Survey          |

## 608701–608800
| Nome   | Designazione provvisoria | Data di scoperta  | Scopritore                   |
| ------ | ------------------------ | ----------------- | ---------------------------- |
| 608701 | 2003 WS210               | 26 novembre 2003  | Spacewatch                   |
| 608702 | 2003 WT210               | 19 settembre 2007 | Spacewatch                   |
| 608703 | 2003 WF211               | 26 febbraio 2014  | Mount Lemmon Survey          |
| 608704 | 2003 WH211               | 20 novembre 2003  | Spacewatch                   |
| 608705 | 2003 WM211               | 19 novembre 2003  | Spacewatch                   |
| 608706 | 2003 WU211               | 3 maggio 2016     | Mount Lemmon Survey          |
| 608707 | 2003 WM212               | 28 agosto 2016    | Mount Lemmon Survey          |
| 608708 | 2003 WC213               | 16 novembre 2003  | Spacewatch                   |
| 608709 | 2003 WK213               | 20 novembre 2003  | Spacewatch                   |
| 608710 | 2003 WZ213               | 19 settembre 2014 | Pan-STARRS                   |
| 608711 | 2003 WC214               | 16 maggio 2013    | Pan-STARRS                   |
| 608712 | 2003 WQ215               | 19 novembre 2003  | Spacewatch                   |
| 608713 | 2003 XA24                | 1 dicembre 2003   | Spacewatch                   |
| 608714 | 2003 XP24                | 20 novembre 2003  | Spacewatch                   |
| 608715 | 2003 XE25                | 20 novembre 2003  | Spacewatch                   |
| 608716 | 2003 XS28                | 1 dicembre 2003   | Spacewatch                   |
| 608717 | 2003 XN29                | 1 dicembre 2003   | Spacewatch                   |
| 608718 | 2003 XX44                | 22 dicembre 2012  | Pan-STARRS                   |
| 608719 | 2003 XZ44                | 27 maggio 2014    | Mount Lemmon Survey          |
| 608720 | 2003 XJ45                | 5 febbraio 2011   | Pan-STARRS                   |
| 608721 | 2003 XV45                | 22 ottobre 2016   | Mount Lemmon Survey          |
| 608722 | 2003 XG46                | 10 dicembre 2009  | Mount Lemmon Survey          |
| 608723 | 2003 YN2                 | 17 dicembre 2003  | LINEAR                       |
| 608724 | 2003 YF8                 | 18 dicembre 2003  | LINEAR                       |
| 608725 | 2003 YL8                 | 19 dicembre 2003  | LINEAR                       |
| 608726 | 2003 YA59                | 26 marzo 2001     | M. W. Buie, S. D. Kern       |
| 608727 | 2003 YO67                | 19 dicembre 2003  | Spacewatch                   |
| 608728 | 2003 YE68                | 19 dicembre 2003  | Spacewatch                   |
| 608729 | 2003 YA72                | 18 dicembre 2003  | LINEAR                       |
| 608730 | 2003 YA104               | 16 dicembre 2003  | Spacewatch                   |
| 608731 | 2003 YH120               | 27 dicembre 2003  | LINEAR                       |
| 608732 | 2003 YO123               | 28 dicembre 2003  | Spacewatch                   |
| 608733 | 2003 YU134               | 28 dicembre 2003  | Spacewatch                   |
| 608734 | 2003 YZ151               | 29 dicembre 2003  | LINEAR                       |
| 608735 | 2003 YR157               | 20 novembre 2003  | Spacewatch                   |
| 608736 | 2003 YA158               | 17 dicembre 2003  | Spacewatch                   |
| 608737 | 2003 YJ172               | 18 dicembre 2003  | Spacewatch                   |
| 608738 | 2003 YL172               | 18 dicembre 2003  | Spacewatch                   |
| 608739 | 2003 YH177               | 24 novembre 2003  | Spacewatch                   |
| 608740 | 2003 YD183               | 13 dicembre 2010  | Mount Lemmon Survey          |
| 608741 | 2003 YF183               | 22 dicembre 2003  | Spacewatch                   |
| 608742 | 2003 YJ183               | 18 dicembre 2003  | Spacewatch                   |
| 608743 | 2003 YO183               | 13 marzo 2008     | F. Bernardi, M. Micheli      |
| 608744 | 2003 YC184               | 7 aprile 2014     | Mount Lemmon Survey          |
| 608745 | 2003 YD184               | 13 febbraio 2008  | Mount Lemmon Survey          |
| 608746 | 2003 YE184               | 6 dicembre 2012   | M. Schwartz, P. R. Holvorcem |
| 608747 | 2003 YX184               | 5 aprile 2014     | Pan-STARRS                   |
| 608748 | 2003 YR185               | 1 gennaio 2009    | Spacewatch                   |
| 608749 | 2003 YL187               | 13 gennaio 2008   | Spacewatch                   |
| 608750 | 2003 YV187               | 4 aprile 2014     | Pan-STARRS                   |
| 608751 | 2003 YO188               | 15 ottobre 2007   | Mount Lemmon Survey          |
| 608752 | 2003 YP188               | 9 ottobre 2007    | Mount Lemmon Survey          |
| 608753 | 2003 YY188               | 27 marzo 2012     | Spacewatch                   |
| 608754 | 2003 YC190               | 22 dicembre 2003  | Spacewatch                   |
| 608755 | 2003 YL190               | 10 ottobre 2008   | Mount Lemmon Survey          |
| 608756 | 2004 AS3                 | 13 gennaio 2004   | LONEOS                       |
| 608757 | 2004 AF8                 | 13 gennaio 2004   | NEAT                         |
| 608758 | 2004 AL10                | 15 gennaio 2004   | Spacewatch                   |
| 608759 | 2004 AY17                | 15 gennaio 2004   | Spacewatch                   |
| 608760 | 2004 AV22                | 15 gennaio 2004   | Spacewatch                   |
| 608761 | 2004 AN27                | 19 settembre 2014 | Pan-STARRS                   |
| 608762 | 2004 BE                  | 16 gennaio 2004   | NEAT                         |
| 608763 | 2004 BF                  | 16 gennaio 2004   | NEAT                         |
| 608764 | 2004 BG2                 | 16 gennaio 2004   | NEAT                         |
| 608765 | 2004 BD26                | 18 gennaio 2004   | J. Dellinger                 |
| 608766 | 2004 BX45                | 21 gennaio 2004   | LINEAR                       |
| 608767 | 2004 BC60                | 28 giugno 2001    | Spacewatch                   |
| 608768 | 2004 BT66                | 16 gennaio 2004   | Spacewatch                   |
| 608769 | 2004 BC68                | 16 gennaio 2004   | NEAT                         |
| 608770 | 2004 BT85                | 22 gennaio 2004   | LINEAR                       |
| 608771 | 2004 BZ112               | 27 gennaio 2004   | Spacewatch                   |
| 608772 | 2004 BD118               | 28 dicembre 2003  | LONEOS                       |
| 608773 | 2004 BF127               | 16 gennaio 2004   | Spacewatch                   |
| 608774 | 2004 BP130               | 16 gennaio 2004   | Spacewatch                   |
| 608775 | 2004 BZ134               | 18 gennaio 2004   | Spacewatch                   |
| 608776 | 2004 BO135               | 19 gennaio 2004   | Spacewatch                   |
| 608777 | 2004 BC136               | 19 gennaio 2004   | Spacewatch                   |
| 608778 | 2004 BC139               | 19 gennaio 2004   | Spacewatch                   |
| 608779 | 2004 BG141               | 19 gennaio 2004   | Spacewatch                   |
| 608780 | 2004 BC142               | 19 gennaio 2004   | Spacewatch                   |
| 608781 | 2004 BV142               | 19 gennaio 2004   | Spacewatch                   |
| 608782 | 2004 BP156               | 28 gennaio 2004   | Spacewatch                   |
| 608783 | 2004 BD164               | 17 gennaio 2004   | NEAT                         |
| 608784 | 2004 BH164               | 15 novembre 2010  | Spacewatch                   |
| 608785 | 2004 BN164               | 11 febbraio 2008  | Mount Lemmon Survey          |
| 608786 | 2004 BV164               | 10 febbraio 2014  | Pan-STARRS                   |
| 608787 | 2004 BF165               | 3 marzo 2009      | Spacewatch                   |
| 608788 | 2004 BP165               | 28 ottobre 2016   | Pan-STARRS                   |
| 608789 | 2004 BD166               | 30 aprile 2014    | Pan-STARRS                   |
| 608790 | 2004 BJ166               | 2 novembre 2007   | Spacewatch                   |
| 608791 | 2004 BK166               | 9 novembre 2007   | Spacewatch                   |
| 608792 | 2004 BN166               | 9 gennaio 2013    | Spacewatch                   |
| 608793 | 2004 BU166               | 30 gennaio 2004   | Spacewatch                   |
| 608794 | 2004 BB167               | 9 settembre 2007  | Mount Lemmon Survey          |
| 608795 | 2004 BE167               | 28 luglio 2011    | Pan-STARRS                   |
| 608796 | 2004 BO167               | 18 settembre 2006 | Spacewatch                   |
| 608797 | 2004 BA169               | 25 novembre 2013  | Pan-STARRS                   |
| 608798 | 2004 BP169               | 18 settembre 2011 | Mount Lemmon Survey          |
| 608799 | 2004 BM170               | 28 gennaio 2004   | Spacewatch                   |
| 608800 | 2004 BX170               | 8 aprile 2008     | Spacewatch                   |

## 608801–608900
| Nome   | Designazione provvisoria | Data di scoperta  | Scopritore                             |
| ------ | ------------------------ | ----------------- | -------------------------------------- |
| 608801 | 2004 BG171               | 23 maggio 2014    | Mount Lemmon Survey                    |
| 608802 | 2004 BK171               | 1 agosto 2015     | Pan-STARRS                             |
| 608803 | 2004 BN171               | 21 settembre 2011 | Pan-STARRS                             |
| 608804 | 2004 BQ171               | 20 novembre 2009  | Mount Lemmon Survey                    |
| 608805 | 2004 BR171               | 23 dicembre 2012  | Pan-STARRS                             |
| 608806 | 2004 BQ172               | 20 febbraio 2009  | Spacewatch                             |
| 608807 | 2004 BM173               | 28 gennaio 2004   | Spacewatch                             |
| 608808 | 2004 CZ5                 | 10 febbraio 2004  | NEAT                                   |
| 608809 | 2004 CP6                 | 30 gennaio 2004   | Spacewatch                             |
| 608810 | 2004 CQ7                 | 10 febbraio 2004  | CSS                                    |
| 608811 | 2004 CA15                | 11 febbraio 2004  | Spacewatch                             |
| 608812 | 2004 CU17                | 10 febbraio 2004  | NEAT                                   |
| 608813 | 2004 CK28                | 19 gennaio 2004   | Spacewatch                             |
| 608814 | 2004 CZ45                | 13 febbraio 2004  | Spacewatch                             |
| 608815 | 2004 CC54                | 11 febbraio 2004  | Spacewatch                             |
| 608816 | 2004 CS65                | 17 gennaio 2004   | NEAT                                   |
| 608817 | 2004 CB91                | 12 febbraio 2004  | Spacewatch                             |
| 608818 | 2004 CK118               | 11 febbraio 2004  | Spacewatch                             |
| 608819 | 2004 CL131               | 14 agosto 2006    | NEAT                                   |
| 608820 | 2004 CN131               | 25 dicembre 2010  | Mount Lemmon Survey                    |
| 608821 | 2004 CP131               | 20 gennaio 2015   | Pan-STARRS                             |
| 608822 | 2004 CJ132               | 27 aprile 2012    | Pan-STARRS                             |
| 608823 | 2004 CY132               | 13 febbraio 2004  | Spacewatch                             |
| 608824 | 2004 CC134               | 4 maggio 2014     | Mount Lemmon Survey                    |
| 608825 | 2004 CY134               | 17 gennaio 2013   | Spacewatch                             |
| 608826 | 2004 CP135               | 23 febbraio 2015  | Pan-STARRS                             |
| 608827 | 2004 CQ135               | 28 febbraio 2008  | Spacewatch                             |
| 608828 | 2004 DD8                 | 17 febbraio 2004  | Spacewatch                             |
| 608829 | 2004 DL8                 | 17 febbraio 2004  | Spacewatch                             |
| 608830 | 2004 DL39                | 11 febbraio 2004  | NEAT                                   |
| 608831 | 2004 DR53                | 12 febbraio 2004  | Spacewatch                             |
| 608832 | 2004 DY61                | 16 febbraio 2004  | Spacewatch                             |
| 608833 | 2004 DB65                | 11 febbraio 2004  | Spacewatch                             |
| 608834 | 2004 DX67                | 26 febbraio 2004  | M. W. Buie, D. E. Trilling             |
| 608835 | 2004 DR76                | 18 febbraio 2004  | Spacewatch                             |
| 608836 | 2004 DC78                | 21 aprile 2009    | Mount Lemmon Survey                    |
| 608837 | 2004 DP80                | 1 dicembre 2010   | Mount Lemmon Survey                    |
| 608838 | 2004 DS80                | 8 novembre 2010   | Mount Lemmon Survey                    |
| 608839 | 2004 DX80                | 17 febbraio 2004  | Spacewatch                             |
| 608840 | 2004 DG81                | 28 febbraio 2008  | Mount Lemmon Survey                    |
| 608841 | 2004 DA82                | 21 dicembre 2014  | Mount Lemmon Survey                    |
| 608842 | 2004 DB82                | 19 marzo 2009     | Spacewatch                             |
| 608843 | 2004 DF83                | 27 gennaio 2015   | Pan-STARRS                             |
| 608844 | 2004 DY84                | 24 ottobre 2011   | Pan-STARRS                             |
| 608845 | 2004 DJ85                | 24 aprile 2008    | Mount Lemmon Survey                    |
| 608846 | 2004 DB87                | 1 gennaio 2008    | Spacewatch                             |
| 608847 | 2004 DE87                | 21 gennaio 2013   | Pan-STARRS                             |
| 608848 | 2004 DK87                | 27 marzo 2008     | Spacewatch                             |
| 608849 | 2004 DN87                | 23 settembre 2011 | Spacewatch                             |
| 608850 | 2004 EP2                 | 13 marzo 2004     | NEAT                                   |
| 608851 | 2004 EO4                 | 10 marzo 2004     | NEAT                                   |
| 608852 | 2004 EX12                | 11 marzo 2004     | NEAT                                   |
| 608853 | 2004 EN33                | 12 marzo 2004     | Osservatorio astronomico di Andrušivka |
| 608854 | 2004 EX46                | 15 marzo 2004     | Spacewatch                             |
| 608855 | 2004 EK51                | 14 marzo 2004     | Spacewatch                             |
| 608856 | 2004 EE67                | 15 marzo 2004     | Spacewatch                             |
| 608857 | 2004 EE70                | 15 marzo 2004     | Spacewatch                             |
| 608858 | 2004 EB72                | 23 febbraio 2004  | LINEAR                                 |
| 608859 | 2004 EV87                | 14 marzo 2004     | Spacewatch                             |
| 608860 | 2004 EM92                | 15 marzo 2004     | Spacewatch                             |
| 608861 | 2004 EA102               | 15 marzo 2004     | Spacewatch                             |
| 608862 | 2004 EB102               | 15 marzo 2004     | Spacewatch                             |
| 608863 | 2004 EM103               | 15 marzo 2004     | Spacewatch                             |
| 608864 | 2004 EB111               | 15 marzo 2004     | Spacewatch                             |
| 608865 | 2004 EX116               | 9 febbraio 2013   | Pan-STARRS                             |
| 608866 | 2004 EP117               | 28 giugno 2005    | Spacewatch                             |
| 608867 | 2004 FS5                 | 19 marzo 2004     | NEAT                                   |
| 608868 | 2004 FP53                | 17 marzo 2004     | Spacewatch                             |
| 608869 | 2004 FY57                | 17 marzo 2004     | Spacewatch                             |
| 608870 | 2004 FW73                | 17 marzo 2004     | Spacewatch                             |
| 608871 | 2004 FK77                | 18 marzo 2004     | LINEAR                                 |
| 608872 | 2004 FG111               | 26 marzo 2004     | LINEAR                                 |
| 608873 | 2004 FP124               | 27 marzo 2004     | Spacewatch                             |
| 608874 | 2004 FD133               | 23 marzo 2004     | LINEAR                                 |
| 608875 | 2004 FL141               | 14 marzo 2004     | NEAT                                   |
| 608876 | 2004 FA147               | 23 marzo 2004     | CSS                                    |
| 608877 | 2004 FR150               | 16 marzo 2004     | Spacewatch                             |
| 608878 | 2004 FV150               | 16 marzo 2004     | Spacewatch                             |
| 608879 | 2004 FZ150               | 16 marzo 2004     | Spacewatch                             |
| 608880 | 2004 FF151               | 16 marzo 2004     | Spacewatch                             |
| 608881 | 2004 FS153               | 13 febbraio 2004  | Spacewatch                             |
| 608882 | 2004 FU153               | 17 marzo 2004     | Spacewatch                             |
| 608883 | 2004 FR167               | 15 aprile 2008    | Mount Lemmon Survey                    |
| 608884 | 2004 FZ167               | 19 settembre 2006 | Spacewatch                             |
| 608885 | 2004 FS168               | 16 novembre 2006  | Spacewatch                             |
| 608886 | 2004 FY168               | 5 marzo 2013      | Mount Lemmon Survey                    |
| 608887 | 2004 FP169               | 22 dicembre 2012  | Pan-STARRS                             |
| 608888 | 2004 FC170               | 9 gennaio 2013    | Spacewatch                             |
| 608889 | 2004 FE170               | 31 ottobre 2010   | Mount Lemmon Survey                    |
| 608890 | 2004 FK170               | 4 ottobre 2005    | Mount Lemmon Survey                    |
| 608891 | 2004 FP170               | 28 ottobre 2011   | CSS                                    |
| 608892 | 2004 FO171               | 26 ottobre 2011   | Pan-STARRS                             |
| 608893 | 2004 FX171               | 31 marzo 1995     | Spacewatch                             |
| 608894 | 2004 FS172               | 24 settembre 2011 | Pan-STARRS                             |
| 608895 | 2004 FT172               | 17 gennaio 2013   | Pan-STARRS                             |
| 608896 | 2004 FU172               | 27 agosto 2016    | Pan-STARRS                             |
| 608897 | 2004 FD173               | 21 marzo 2004     | Spacewatch                             |
| 608898 | 2004 FG173               | 16 gennaio 2018   | Pan-STARRS                             |
| 608899 | 2004 FM173               | 30 dicembre 2007  | Spacewatch                             |
| 608900 | 2004 FQ173               | 16 febbraio 2015  | Pan-STARRS                             |

## 608901–609000
| Nome   | Designazione provvisoria | Data di scoperta  | Scopritore                    |
| ------ | ------------------------ | ----------------- | ----------------------------- |
| 608901 | 2004 FO175               | 27 aprile 2009    | Mount Lemmon Survey           |
| 608902 | 2004 FZ177               | 18 marzo 2004     | Spacewatch                    |
| 608903 | 2004 GQ4                 | 11 aprile 2004    | NEAT                          |
| 608904 | 2004 GK5                 | 11 aprile 2004    | NEAT                          |
| 608905 | 2004 GY5                 | 12 aprile 2004    | NEAT                          |
| 608906 | 2004 GX24                | 13 aprile 2004    | NEAT                          |
| 608907 | 2004 GQ50                | 12 aprile 2004    | Spacewatch                    |
| 608908 | 2004 GS62                | 16 marzo 2004     | Spacewatch                    |
| 608909 | 2004 GG67                | 13 aprile 2004    | Spacewatch                    |
| 608910 | 2004 GS71                | 14 aprile 2004    | Spacewatch                    |
| 608911 | 2004 GX87                | 15 aprile 2004    | LONEOS                        |
| 608912 | 2004 GG89                | 13 febbraio 2011  | Mount Lemmon Survey           |
| 608913 | 2004 GQ89                | 29 settembre 2011 | Spacewatch                    |
| 608914 | 2004 GX89                | 4 ottobre 2013    | Spacewatch                    |
| 608915 | 2004 HM21                | 26 marzo 2004     | Spacewatch                    |
| 608916 | 2004 HO23                | 16 aprile 2004    | Spacewatch                    |
| 608917 | 2004 HP52                | 24 aprile 2004    | LINEAR                        |
| 608918 | 2004 HA55                | 10 aprile 2004    | NEAT                          |
| 608919 | 2004 HZ70                | 24 aprile 2004    | W. Bickel                     |
| 608920 | 2004 HZ79                | 29 agosto 2009    | Spacewatch                    |
| 608921 | 2004 HJ81                | 19 ottobre 2011   | Mount Lemmon Survey           |
| 608922 | 2004 HN81                | 27 aprile 2012    | Pan-STARRS                    |
| 608923 | 2004 HU81                | 25 settembre 2006 | Spacewatch                    |
| 608924 | 2004 HT83                | 18 marzo 2013     | Mount Lemmon Survey           |
| 608925 | 2004 HX83                | 8 gennaio 2011    | Mount Lemmon Survey           |
| 608926 | 2004 HZ83                | 4 novembre 2016   | Pan-STARRS                    |
| 608927 | 2004 JG12                | 15 marzo 2004     | NEAT                          |
| 608928 | 2004 JJ38                | 14 maggio 2004    | Spacewatch                    |
| 608929 | 2004 JD48                | 13 maggio 2004    | Spacewatch                    |
| 608930 | 2004 JA57                | 28 ottobre 2008   | Spacewatch                    |
| 608931 | 2004 KQ19                | 10 gennaio 2011   | Mount Lemmon Survey           |
| 608932 | 2004 KB20                | 8 settembre 2015  | Pan-STARRS                    |
| 608933 | 2004 LE19                | 11 giugno 2004    | Spacewatch                    |
| 608934 | 2004 LC29                | 14 giugno 2004    | Spacewatch                    |
| 608935 | 2004 LR29                | 14 giugno 2004    | Spacewatch                    |
| 608936 | 2004 LH33                | 11 giugno 2004    | Spacewatch                    |
| 608937 | 2004 MA9                 | 23 febbraio 2007  | Mount Lemmon Survey           |
| 608938 | 2004 MO9                 | 13 dicembre 2006  | Spacewatch                    |
| 608939 | 2004 NV5                 | 11 giugno 2004    | Spacewatch                    |
| 608940 | 2004 NC17                | 22 giugno 2004    | Spacewatch                    |
| 608941 | 2004 NW18                | 15 giugno 2004    | Spacewatch                    |
| 608942 | 2004 OU9                 | 19 luglio 2004    | J. Broughton                  |
| 608943 | 2004 OR13                | 22 luglio 2004    | Osservatorio di Mauna Kea     |
| 608944 | 2004 OW15                | 16 luglio 2004    | Cerro Tololo Obs.             |
| 608945 | 2004 OJ16                | 18 marzo 2010     | Mount Lemmon Survey           |
| 608946 | 2004 OG17                | 17 luglio 2004    | Cerro Tololo Obs.             |
| 608947 | 2004 OH17                | 17 luglio 2004    | Cerro Tololo Obs.             |
| 608948 | 2004 OJ17                | 22 luglio 2004    | R. H. McNaught                |
| 608949 | 2004 OO17                | 16 luglio 2004    | Cerro Tololo Obs.             |
| 608950 | 2004 PG12                | 7 febbraio 2002   | Spacewatch                    |
| 608951 | 2004 PT14                | 7 agosto 2004     | NEAT                          |
| 608952 | 2004 PL43                | 6 agosto 2004     | NEAT                          |
| 608953 | 2004 PY59                | 9 agosto 2004     | LONEOS                        |
| 608954 | 2004 PE114               | 5 agosto 2004     | NEAT                          |
| 608955 | 2004 PT114               | 13 agosto 2004    | Cerro Tololo Obs.             |
| 608956 | 2004 PB116               | 6 dicembre 2005   | Spacewatch                    |
| 608957 | 2004 PN117               | 23 agosto 2004    | Spacewatch                    |
| 608958 | 2004 PH119               | 16 febbraio 2013  | Spacewatch                    |
| 608959 | 2004 PX121               | 14 agosto 2004    | Cerro Tololo Obs.             |
| 608960 | 2004 QL15                | 23 agosto 2004    | Spacewatch                    |
| 608961 | 2004 QY16                | 25 agosto 2004    | J. Bauer                      |
| 608962 | 2004 QO29                | 29 ottobre 2010   | Mount Lemmon Survey           |
| 608963 | 2004 QR29                | 5 novembre 2005   | Spacewatch                    |
| 608964 | 2004 QA30                | 22 agosto 2004    | Spacewatch                    |
| 608965 | 2004 QM30                | 26 gennaio 2014   | Pan-STARRS                    |
| 608966 | 2004 QN30                | 27 novembre 2009  | Mount Lemmon Survey           |
| 608967 | 2004 QY30                | 29 luglio 2008    | Mount Lemmon Survey           |
| 608968 | 2004 QD31                | 31 ottobre 2010   | Mount Lemmon Survey           |
| 608969 | 2004 QB32                | 28 ottobre 2010   | Mount Lemmon Survey           |
| 608970 | 2004 QW33                | 6 agosto 2012     | Pan-STARRS                    |
| 608971 | 2004 QP35                | 25 agosto 2004    | Spacewatch                    |
| 608972 | 2004 QV35                | 13 marzo 2007     | Mount Lemmon Survey           |
| 608973 | 2004 QN36                | 12 novembre 2010  | Mount Lemmon Survey           |
| 608974 | 2004 QA37                | 23 agosto 2004    | Spacewatch                    |
| 608975 | 2004 RK13                | 5 settembre 2004  | J. Tichá, M. Tichý            |
| 608976 | 2004 RQ13                | 6 settembre 2004  | George Observatory, Needville |
| 608977 | 2004 RP61                | 8 settembre 2004  | LINEAR                        |
| 608978 | 2004 RX72                | 6 settembre 2004  | Osservatorio di Jarnac        |
| 608979 | 2004 RK79                | 8 settembre 2004  | NEAT                          |
| 608980 | 2004 RT93                | 8 settembre 2004  | LINEAR                        |
| 608981 | 2004 RA96                | 25 agosto 2004    | Spacewatch                    |
| 608982 | 2004 RZ100               | 10 agosto 2004    | LINEAR                        |
| 608983 | 2004 RE108               | 25 agosto 2004    | Spacewatch                    |
| 608984 | 2004 RX121               | 7 settembre 2004  | Spacewatch                    |
| 608985 | 2004 RN124               | 7 settembre 2004  | Spacewatch                    |
| 608986 | 2004 RG125               | 7 settembre 2004  | Spacewatch                    |
| 608987 | 2004 RQ126               | 7 settembre 2004  | Spacewatch                    |
| 608988 | 2004 RS128               | 7 settembre 2004  | Spacewatch                    |
| 608989 | 2004 RC129               | 7 settembre 2004  | Spacewatch                    |
| 608990 | 2004 RB131               | 7 settembre 2004  | Spacewatch                    |
| 608991 | 2004 RG134               | 7 settembre 2004  | Spacewatch                    |
| 608992 | 2004 RQ134               | 7 settembre 2004  | Spacewatch                    |
| 608993 | 2004 RV134               | 7 settembre 2004  | Spacewatch                    |
| 608994 | 2004 RT135               | 7 settembre 2004  | Spacewatch                    |
| 608995 | 2004 RM136               | 7 settembre 2004  | NEAT                          |
| 608996 | 2004 RE142               | 8 settembre 2004  | LINEAR                        |
| 608997 | 2004 RT142               | 8 settembre 2004  | LINEAR                        |
| 608998 | 2004 RF163               | 12 settembre 1994 | Spacewatch                    |
| 608999 | 2004 RR168               | 8 settembre 2004  | LINEAR                        |
| 609000 | 2004 RC182               | 10 settembre 2004 | LINEAR                        |